# 大龙溪二级水库
大龙溪二级水库，位于中华人民共和国广东省汕头市潮南区陇田镇乌石部村，是练江流域龙溪水系梯级水库的第二级，主要功能是防洪、灌溉、供水和发电。工程于1969年12月动工，1970年12月30竣工蓄水。水库集水面积42.9平方千米，总库容3056平方千米。大坝为土质灌水均质土坝，最大坝高48.5米，坝长254米，坝顶宽7米。坝后引水式电站装机容量2000千瓦，年发电量280千瓦时。水库的建成有效控制了山洪下泄，确保了下游安全，保护人口11.66万，耕地面积3920公顷，同时还担负着潮南陇田、成田、井都、胪岗和潮阳区和平镇5个镇77村的农田灌溉任务。